# SSV 울름 1846 (축구)
SSV 울름 1846(SSV Ulm 1846 Fußball)은 1970년에 창단된 독일 바덴뷔르템베르크주 울름을 연고로 하는 축구 클럽이다. 2009년 이전까지 독일의 종합 스포츠 클럽인 SSV 울름 1846의 한 부서였다가 2009년에 따로 분리되어 독립적으로 운영되고 있다.

## 선수 명단

### 현역
참고: FIFA 자격 규정에 따라 소속된 국가대표팀 국기를 표시합니다. 선수는 복수의 FIFA 비회원국 국적을 가지고 있을 수 있습니다.
| 번호 | 포지션 | 국적                  | 이름                |
| ---- | ------ | --------------------- | ------------------- |
| 5    | DF     |                       | 요하네스 라이헤르트 |
| 16   | MF     |                       | 아론 켈러           |
| 22   | FW     | 보스니아 헤르체고비나 | 알렉산다르 카비치   |

| 번호 | 포지션 | 국적 | 이름            |
| ---- | ------ | ---- | --------------- |
| 38   | MF     |      | 루카 히릴라이넨 |

## 역대 감독
| 감독              | 임기        |
| ----------------- | ----------- |
| 클라우스 토프묄러 | 1988 ~ 1990 |
| 랄프 랑니크       | 1997 ~ 1999 |